# Lypha urichi
Lypha urichi là một loài ruồi trong họ Tachinidae.